# Erica lachnaeoides
Erica lachnaeoides är en ljungväxtart som beskrevs av George Don jr. Erica lachnaeoides ingår i släktet klockljungssläktet, och familjen ljungväxter. Inga underarter finns listade i Catalogue of Life.